# Gang Dong-won
Gang Dong-won (hangul: 강동원; Busan, 18 de enero de 1981) es un actor surcoreano.

## Biografía
Es hijo del empresario Gang Cheol-woo, tiene una hermana llamada Gang Hyeon-joo.
Estudió ingeniería mecánica en la Universidad Hanyang. 
Posteriormente se unió a la Universidad Sangmyung donde obtuvo un posgrado en films.
El 18 de noviembre del 2010 inició su servicio militar obligatorio, el cual finalizó el 12 de noviembre de 2012.

## Carrera
Desde enero del 2016 es representado por la agencia YG Entertainment en Corea del Sur, (en enero del 2020 y 2021 renovó su contrato con la agencia). En marzo de 2022, se anunció que se había unido a la agencia United Artists Agency para ser representado en los Estados Unidos. Previamente había sido miembro de la agencia "United Artists Agency" hasta el 2015.
Ha aparecido en sesiones fotográficas para "Cine21", "High Cut", "Elle Korea", "Vogue Korea", entre otros...
El 6 de julio del 2003 se unió al elenco principal de la serie 1% of Anything donde dio vida a Lee Jae-in, un CEO multimillonario de una de las corporaciones conglomeradas más grandes de Corea del Sur, hasta el final de la serie el 28 de diciembre del mismo año.
En febrero del 2004 se unió al elenco principal de la película Too Beautiful to Lie donde interpretó al farmacéutico Choi Hee-cheol.
En julio del mismo año se unió al elenco principal de la película Temptation of Wolves donde dio vida al tímido y adorable Jung Tae-sung, pero fuerte y obstinado líder de la escuela "Sung-Kwon High".
El 8 de septiembre del 2005 se unió al elenco principal de la película Duelist donde interpretó a "Sad Eyes", un espadachín enmascarado.
En septiembre del 2006 se unió al elenco principal de la serie Maundy Thursday donde dio vida a Jeong Yun-soo, un recluso con una infancia traumática que comienza una amistad con Moon Yu-jeong, una joven indiferente hacia el resto del mundo que ha intentado suicidarse tres veces.
El 25 de octubre del 2007 se unió al elenco principal de la película M donde interpretó a Han Min-woo, un prominente autor que mientras prepara la secuela de su novela sufre bloqueos de escritores, así frecuentes pesadillas y alucinaciones; su paranoia comienza a  afectarlo tanto su vida personal como profesional.
El 23 de diciembre del 2009 se unió al elenco principal de la película Jeon Woo-chi: The Taoist Wizard donde dio vida al famoso Jeon Woo-chi, un hechicero taoísta durante la dinastía Joseon en Corea.
En febrero del 2010 se unió al elenco de la película Secret Reunion donde interpretó a Song Ji-won, un espía encubierto norcoreano que vive en Corea del Sur.
El 10 de noviembre del mismo año se unió al elenco de la película Haunters donde dio vida al villano Cho-in, un ladrón con una pierna protésica que evita tener humanidad luego de que su madre intentará matarlo, al haber utilizado él habilidades de control mental sobre su abusivo padrastro hasta llevarlo al suicidio.
En 2014 fue modelo para "UNIQLO" junto a Jun Ji-hyun.
En julio del mismo año se unió al elenco de la película Kundo: Age of the Rampant donde interpretó a Jo Yoon, el hijo de un noble que está dotado en artes marciales, pero que nació de una concubina y por lo tanto no es reconocido por su padre y no tiene derechos en la familia o la sociedad de Joseon.
El 3 de septiembre del mismo año se unió al elenco de la película My Brilliant Life donde dio vida a Dae-soo, un hombre inmaduro y torpe, que tiene un hijo que es diagnosticado con el raro desorden genético progeria junto a su novia Mi-ra.
El 5 de noviembre del 2015 interpretó al diácono Choi, un joven seminarista rebelde que se une al padre Kim para trata de exorcizar a un demonio que se encuentra dentro de una joven en la película de thriller de misterio sobrenatural The Priests.
En el 2016 se convirtió en la nueva cara de la marca "Kolon Sport". En febrero del mismo año interpretó al joven estafador Han Chi-won en la película A Violent Prosecutor.
En noviembre del mismo año apareció en la película Vanishing Time: A Boy Who Returned donde interpretó a Sung-min de adulto, un hombre que aparece años después luego de desaparecer cuando era un adolescente junto con sus amigos mientras se encontraban en una cueva. El actor Lee Hyo-je dio vida a Sung-min de joven.
En diciembre del mismo año se unió al elenco principal de la película Master donde interpretó a Kim Jae-myung, el jefe del equipo de investigación criminal que va tras un caso de fraude de la organización "One Network".
En 2017 tuvo una aparición especial en la película 1987: When the Day Comes donde dio vida a Yi Han-yeol, un estudiante que resulta gravemente herido cuando una granada de gas lacrimógeno penetró en su cráneo y le ocasiona la muerte durante una protesta durante el "June Struggle".
El 4 de febrero del 2018 se unió al elenco principal de la película Golden Slumber donde interpretó a Kim Gun-woo, un trabajador de entrega de paquetes confiable y amigable que gana fama inesperada cuando protege a una estrella del pop, sin embargo cuya vida cambia cuando falsamente es acusado de un ataque terrorista que mata a un candidato de la presidencia.
En julio del mismo año se unirá al elenco principal de la película In-rang (también conocida como "Jin-Roh: The Wolf Brigade") donde dará vida a Im Joong-Kyung, un miembro de las fuerzas especiales.
En el 2019 se unirá al elenco de la película norteamericana Tsunami LA.
El 15 de julio del 2020 apareció como parte del elenco principal de la película Península donde dio vida a Jung Suk, un hombre que arriesga su vida para luchar contra los zombis que han dominado el país. La película es la secuela de la película Train to Busan estrenada en 2016.
En agosto del mismo año se anunció que se había unido al elenco principal de la película Broker, las filmaciones de la película comenzarán en el 2021.
En agosto de 2021 se anunció que estaba en pláticas para unirse al elenco de la película Accident.

## Filmografía

### Películas
| Año  | Título                             | Personaje          | Notas                                                                                         | Ref.          |
| ---- | ---------------------------------- | ------------------ | --------------------------------------------------------------------------------------------- | ------------- |
| 2004 | Too Beautiful to Lie               | Choi Hee-cheol     | junto a Kim Ha-neul, Song Jae-ho, Kim Ji-young, Ku Hye-ryung y Lee Chun-hee                   |               |
| 2004 | Temptation of Wolves               | Jeong Tae-seong    | junto a Jo Han-sun, Lee Chung-ah y Kim Bo-yeon                                                |               |
| 2005 | Duelist                            | "Sad Eyes"         | junto a Ha Ji-won, Ahn Sung-ki, Song Young-chang y Yoon Joo-sang                              |               |
| 2006 | Maundy Thursday                    | Jeong Yun-soo      | junto a Lee Na-young, Youn Yuh-jung, Kang Shin-il, Jang Hyun-sung y Jung Young-sook           |               |
| 2007 | Voice of a Murderer                | Secuestrador (voz) | junto a Sol Kyung-gu, Kim Nam-joo, Kim Yeong-cheol, Song Young-chang y Go Soo-hee             |               |
| 2007 | M                                  | Han Min-woo        | junto a Lee Yeon-hee, Gong Hyo-jin, Jeon Moo-song, Song Young-chang, Im Won-hee y Lim Ju-hwan |               |
| 2009 | Jeon Woo-chi: The Taoist Wizard    | Jeon Woo-chi       | junto a Kim Yoon-seok, Im Soo-jung, Yoo Hae-jin, Park Sung-hoon, Kim Sang-ho y Joo Jin-mo     |               |
| 2010 | Secret Reunion                     | Song Jee-won       | junto a Song Kang-ho, Jeon Gook-hwan, Park Hyuk-kwon, Yoon Hee-seok y Choi Jung-woo           |               |
| 2010 | Haunters                           | Cho-in             | junto a Go Soo, Jung Eun-chae, Yoon Da-kyeong, Choi Deok-moon y Abu Dod                       |               |
| 2011 | Camellia                           | Jay                | segmento: "Love For Sale"                                                                     |               |
| 2013 | The X                              | "X"                | junto a Esom, Shin Min-a, Kim Hee-won, Yang Myung-hun y Jeon Sung-woo - (corto)               |               |
| 2014 | Kundo: Age of the Rampant          | Jo Yoon            | junto a Ha Jung-woo, Lee Geung-young, Lee Sung-min, Cho Jin-woong, Ma Dong-seok y Lee David   |               |
| 2014 | My Brilliant Life                  | Dae-soo            | junto a Song Hye-kyo, Jo Sung-mok, Baek Il-seob, Heo Joon-seok y Chae Seo-jin                 |               |
| 2015 | The Priests                        | Diácono Choi       | junto a Kim Yoon-seok, Park So-dam, Kim Eui-sung, Son Jong-hak y Kim Byeong-ok                |               |
| 2016 | A Violent Prosecutor               | Han Chi-won        | junto a Hwang Jung-min, Lee Sung-min, Park Sung-woong, Park Hoon y Kim Byeong-ok              |               |
| 2016 | Vanishing Time: A Boy Who Returned | Sung-min (adulto)  | junto a Shin Eun-soo, Lee Hyo-je, Kim Hee-won, Kwon Hae-hyo y Uhm Tae-goo                     |               |
| 2016 | Master                             | Kim Jae-myung      | junto a Lee Byung-hun, Kim Woo-bin, Uhm Ji-won, Oh Dal-su, Jin Kyung y Woo Do-hwan            |               |
| 2017 | 1987: When the Day Comes           | Yi Han-yeol        | junto a Kim Yoon-seok, Ha Jung-woo, Yoo Hae-jin y Kim Tae-ri                                  |               |
| 2018 | Golden Slumber                     | Kim Gun-woo        | junto a Han Hyo-joo, Kim Eui-sung, Kim Sung-kyun, Kim Dae-myung, Yoon Kye-sang y Lee Hak-joo  |               |
| 2018 | In-rang                            | Im Joong-Kyung     | junto a Han Hyo-joo, Jung Woo-sung, Minho, Han Ye-ri, Kim Mu-yeol y Heo Jun-ho                |               |
| 2019 | Tsunami LA                         | —                  |                                                                                               |               |
| 2020 | Peninsula                          | Jung-seok          | junto a Lee Jung-hyun, Lee Re, Kwon Hae-hyo, Kim Min-jae, Moon Woo-jin y Goo Kyo-hwan         |               |
| 2021 | Broker                             | —                  | junto a Song Kang-ho y Bae Doona                                                              |               |
| 2023 | Dr. Cheon and Lost Talisman        | Dr. Cheon          | junto a Huh Joon-ho, Esom, Lee Dong-hwi y Kim Jong-soo.                                       | [ 30 ] [ 31 ] |
| 2024 | The Plot                           | Yeong-il           | junto a Lee Moo-saeng y Lee Mi-sook                                                           | [ 32 ]        |
| 2024 | Invasión, insurrección             | Cheon-young        | junto a Park Jung-min, Cha Seung-won y Kim Shin-rok                                           | [ 33 ]        |

### Series de televisión

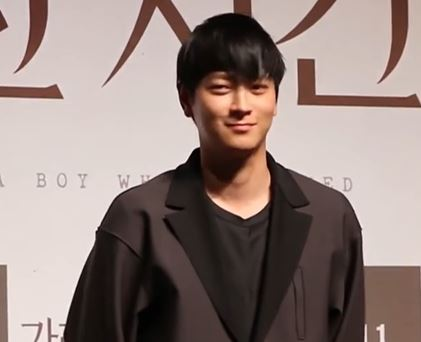
Gang en el 2018.

| Año  | Título           | Personaje    | Notas        |
| ---- | ---------------- | ------------ | ------------ |
| 2003 | Country Princess | Min Ji-hoon  |              |
| 2003 | 1% of Anything   | Lee Jae-in   | 26 episodios |
| 2004 | Magic            | Cha Kang-jae | 16 episodios |

### Apariciones en programas
| Año        | Programa             | Notas  |
| ---------- | -------------------- | ------ |
| 2014, 2016 | Entertainment Relay  | [ 34 ] |
| 2016       | Connect! Movie World |        |

### Radio
| Año  | Programa                  | Notas    |
| ---- | ------------------------- | -------- |
| 2014 | 2 O' Clock Date           | invitado |
| 2018 | Bae Chul Soo's Music Camp | invitado |

### Aparición en videos musicales
| Año  | Artista             | Canción            | Notas |
| ---- | ------------------- | ------------------ | ----- |
| 2016 | Joo Hyung-jin       | "Telling A Secret" |       |
| 2010 | Joo Hyung-jin       | "Let's Break Up"   |       |
| 2004 | Jung Chul           | "It Rains"         |       |
| 2001 | J (Chung Jae-young) | "Light"            |       |
| 2000 | Jo Sung-mo          | "I Swear"          |       |

### Anuncios
| Año                      | Anuncio            | Notas               |
| ------------------------ | ------------------ | ------------------- |
| 2015                     | Namyang - Lookas 9 | (café)              |
| 2014                     | UNIQLO Korea       | junto a Jun Ji-hyun |
| 2009 - 2011, 2013 - 2014 | Namyang            |                     |
| 2013                     | Adidas             |                     |
| 2008                     | LG-Cyon            | junto a Kim Tae-hee |
| 2006 - 2007              | Cheil Industries   |                     |
| 2006 - 2007              | LG Electronics     |                     |
| 2006 - 2007              | Sharp Electronics  |                     |
| 2005                     | Basic House        |                     |
| 2005                     | Pantech & Curitel  |                     |
| 2004                     | Maeil              |                     |
| 2003 - 2005              | KTF                |                     |
| 2002 - 2003              | CJ CheilJedang     |                     |
| 2003                     | OB Beer            |                     |
| 2002                     | CJ39 Shopping      |                     |
| 2000                     | Nestle Korea       |                     |

## Discografía
| Año  | Canción                  | Notas                                                                                                  |
| ---- | ------------------------ | --- |
| 2018 | Cheer Up                 | junto a Kim Sung-kyun, Kim Dae-myung y Shin Hae-chul (presentado durante la película "Golden Slumber") |
| 2017 | A Hidden Path            | junto a Kim Tae-ri (presentado durante la película "1987: When the Day Comes")                         |
| 2015 | Victimae paschali laudes | (presentado durante la película "The Priests")                                                         |
| 2005 | Shadow y Love Song       | junto a Ha Ji-won (presentados en los créditos de cierre de la película "Duelist")                     |

## Premios y nominaciones
| Año  | Categoría                 | Premio                                        | Trabajo                            | Resultado |
| ---- | ------------------------- | --------------------------------------------- | ---------------------------------- | --------- |
| 2020 | Popular Star Award (Male) | 29th Buil Film Award                          | Peninsula                          | Ganó      |
| 2017 | Star Asia Award           | 16th New York Asian Film Festival             | Vanishing Time: A Boy Who Returned | Ganó      |
| 2014 | Best Actor                | 51st Grand Bell Award                         | Kundo: Age of the Rampant          | Nominado  |
| 2010 | Best Actor                | 31st Blue Dragon Film Award                   | Secret Reunion                     | Nominado  |
| 2010 | Best Actor                | 47th Grand Bell Award                         | Secret Reunion                     | Nominado  |
| 2010 | Best Actor                | 30th Korean Association of Film Critics Award | Secret Reunion                     | Ganó      |
| 2010 | Best Actor                | 19th Buil Film Award                          | Secret Reunion                     | Nominado  |
| 2010 | Best Actor (Film)         | 46th Baeksang Arts Award                      | Secret Reunion                     | Nominado  |
| 2007 | Best Actor (Film)         | 43rd Baeksang Arts Award                      | Maundy Thursday                    | Nominado  |
| 2005 | Popular Star Award        | 26th Blue Dragon Film Award                   | Duelist                            | Ganó      |
| 2005 | Best New Actor            | 28th Golden Cinematography Award              | Temptation of Wolves               | Ganó      |
| 2005 | Most Popular Actor (Film) | 41st Baeksang Arts Award                      | Temptation of Wolves               | Ganó      |
| 2005 | Best New Actor            | 3rd CGV Audience Choice of the Year Award     | Temptation of Wolves               | Ganó      |
| 2004 | Best New Actor            | 3rd Korean Film Award                         | Temptation of Wolves               | Ganó      |
| 2004 | Best New Actor            | 24th Korean Association of Film Critics Award | Temptation of Wolves               | Ganó      |
| 2004 | Popular Star Award        | 25th Blue Dragon Film Award                   | Temptation of Wolves               | Ganó      |
| 2004 | Best New Actor            | 25th Blue Dragon Film Award                   | Temptation of Wolves               | Nominado  |
| 2004 | Best New Actor            | 7th Director's Cut Award                      | Too Beautiful to Lie               | Ganó      |
| 2004 | Best New Actor            | 3rd Korean Film Award                         | Too Beautiful to Lie               | Nominado  |
| 2004 | Most Popular Actor (Film) | 40th Baeksang Arts Award                      | Too Beautiful to Lie               | Ganó      |
| 2004 | Best New Actor (Film)     | 40th Baeksang Arts Award                      | Too Beautiful to Lie               | Nominado  |
| 2004 | Best New Actor            | 41st Grand Bell Award                         | Too Beautiful to Lie               | Nominado  |
| 2003 | Best New Actor            | 22nd MBC Drama Award                          | 1% of Anything                     | Ganó      |